# یواس‌اس ایمبتل (ای‌ام-۲۲۶)
یواس‌اس ایمبتل (ای‌ام-۲۲۶) (به انگلیسی: USS Embattle (AM-226)) یک کشتی بود که طول آن ۱۸۴ فوت ۶ اینچ (۵۶٫۲۴ متر) بود. این کشتی در سال ۱۹۴۴ ساخته شد.